# Malassada

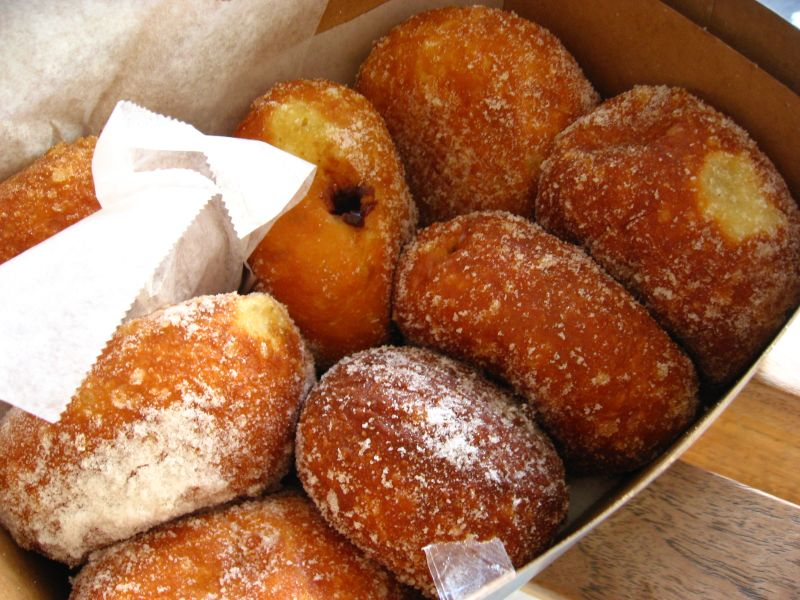
Une boîte de malassadas de Hawaï.

La malassada est un dessert d'origine portugaise.
Le nom malassada est souvent utilisé de manière interchangeable avec filhós. Cependant, selon la Direção-Geral de Agricultura e Desenvolvimento Rural (DGARD), ces deux pâtisseries régionales sont distinctes,. Une autre pâtisserie similaire de la région centrale est le cascoréis da Guarda.

## Histoire
Les malassadas sont décrites pour la première fois dans le Dicionário Houaiss da Língua Portuguesa en 1609 et enregistrées dans les registres du Convento da Encarnação à Lisbonne entre 1688 et 1762. La Gastronomia Tradicional da Madeira e do Porto Santo emploie le terme mal-assada, « mal cuite », pour faire référence à la pâte « insuffisamment cuite » à l'intérieur.
Historiquement, les malassadas sont des friandises conventuelles préparées pour la Terça-feira Gorda, le Mardi gras, avec l'intention d'utiliser tout le saindoux et le sucre de la maison avant le mercredi des Cendres, le début du Carême qui limite l'utilisation de graisses et de sucres comme forme de jeûne et de pénitence, semblable à d'autres traditions. C'est une confiserie traditionnelle consommée aux Açores et à Madère pendant le carnaval.

## Importation à Hawaï
Les malassadas sont très populaires à Hawaï où elles ont été importées par les immigrants portugais venant essentiellement des Açores et de Madère. En effet, les industries du sucre et de l'ananas avaient besoin de main-d'œuvre pendant le XXe siècle à Hawaï. C'est pourquoi des travailleurs des Açores et de Madère immigrent à Hawaï, emportant avec eux la recette des malassadas. La pâtisserie est considérée comme un mets délicat à Hawaï.